# Fur and Gold
Fur and Gold es el álbum debut de la cantante británica Bat for Lashes, lanzado en el 2006. Fue muy bien criticado y fue nominado a un Premio Mercury en el 2007. En el 2007, el álbum fue relanzado por Parlophone con la adición de una versión de Bruce Springsteen, la canción I'm on Fire. El álbum contiene los sencillos The Wizard, Trophy, Prescilla y What's a Girl to Do?, esta última fue lanzada en el 2008 en una versión de 12" con una mezcla Scroobius Pip y Plaid.

## Lista de canciones
| N.º   | Título                      | Duración |  |
| 1.    | «Horse and I»               | 3:04     |  |
| 2.    | «Trophy»                    | 4:00     |  |
| 3.    | «Tahití»                    | 3:38     |  |
| 4.    | «What's a Girl to Do?»      | 2:58     |  |
| 5.    | «Sad Eyes»                  | 4.16     |  |
| 6.    | «The Wizard»                | 4:17     |  |
| 7.    | «Prescilla»                 | 3:34     |  |
| 8.    | «Bat's Mouth»               | 4:25     |  |
| 9.    | «Seal Jubilee»              | 4:44     |  |
| 10.   | «Sarah»                     | 3:56     |  |
| 11.   | «I Saw a Light»             | 6:24     |  |
| 12.   | «I'm on Fire» (bonus track) | 3:31     |  |
| 46:47 |                             |          |  |

## Charts
| Chart (2007)        | Posición |
| ------------------- | -------- |
| UK Albums Chart     | 48       |
| French Albums Chart | 130      |

## Historial de Publicación
| Región         | Fecha                    | Discográfica | Formato | Catálogo |
| -------------- | ------------------------ | ------------ | ------- | -------- |
| Reino Unido    | 11 de septiembre de 2006 | Echo         | CD      | ECHCD 72 |
| Reino Unido    | 16 de julio de 2007      | Parlophone   | CD      | 5020640  |
| Francia        | 2 de julio de 2007       | EMI          | CD      |          |
| Estados Unidos | 31 de julio de 2007      | Caroline     | CD      | 98201    |
| Alemania       | 2 de noviembre de 2007   | EMI          | CD      |          |

## Certificaciones
| País        | Certificador | Certificación | Ventas  |
| ----------- | ------------ | ------------- | ------- |
| Reino Unido | BPI          | Plata         | 60,000+ |